# ウルトラマンオーブ THE ORIGIN SAGA
『ウルトラマンオーブ THE ORIGIN SAGA』（ウルトラマンオーブ ジ オリジン サーガ）は、Amazon Prime Videoにて配信されているインターネットドラマ。2016年12月26日から毎週月曜日更新で、全12話が配信された。特撮テレビドラマ『ウルトラマンオーブ』のスピンオフ作品であり、円谷プロダクションとしては、初の本格的なインターネット配信作品である。
キャッチコピーは「プライムで、ウルトラだ。」。

## 概要
『オーブ』の映像作品においては初の外伝にあたり、テレビシリーズでも断片的に語られた、ガイとジャグラス ジャグラーが共闘していた時代を舞台とする「始まりの物語」が描かれる。ストーリーは、惑星カノンと惑星ザインを舞台とした前半、地球を舞台とした後半に大別され、1話完結ではなく大河ドラマが意識された連続性のある物語となっている。インターネット配信作品であることから、大人の鑑賞にも堪えうる作品とすることが目指された。
『オーブ』の誕生譚ではあるが、撮影はテレビシリーズがクランクアップした後に行われ、撮影チームもテレビシリーズとは総入れ替えとなり、引き続き参加したのはガイ役の石黒英雄とジャグラー役の青柳尊哉のみだったという。メイン監督は、平成ウルトラシリーズを数多く手がけ、『オーブ』へは初参加となる小中和哉が務めた。もう1人の監督は、『ウルトラマンダイナ』で助監督として小中と組んだ経験もあり、シリーズへの参加は『ウルトラゼロファイト』以来となるおかひできが務めた。
ストーリーの骨子はテレビシリーズ企画書に記載されていたガイとジャグラーのプレストーリーが元になっており、ガイが自身と同じような境遇の女性に影響を受けるという展開はこの時点で定まっていた。小中はこれに「進化」というテーマを加え、進化した知性体による平和のあり方を問いかける物語としている。
ゲストとして、『ウルトラマンダイナ』からアスカ・シン、『ウルトラマンガイア』から高山我夢と藤宮博也、『ウルトラマンコスモス』から春野ムサシといった各作品の主人公がオリジナルキャストで登場する。小中は、ゲストウルトラマンを単なる賑やかしではなく、物語上の必然性やセリフの説得力を意識して登場させたと述べている。
本作品に登場する地球は、テレビシリーズに登場した地球とはパラレルワールドと位置づけられており、より現実に近い世界とされる。ウルトラマンガイアとベゼルブの戦いを報じる劇中のニュース番組ではガイアを「巨人」と呼んでいることから、ウルトラマンの存在も知られていないことが示唆されている。

## ストーリー
銀河の果ての惑星、O-50にそびえる「戦士の頂」にあるというオーブの光。その光に選ばれた青年・ガイに与えられた任務は、相棒のジャグラス ジャグラーと共に別宇宙の平和を脅かしている宇宙悪魔・ベゼルブを指揮する者を止めること。
そのベゼルブを統制するサイキは、自らの目的を達成するため、王立惑星カノンの女王アマテを差し出すよう脅迫の便りを送りつける。サイキとの全面戦争を進言する防衛将軍ライゴウの言葉を制止し、彼女は近衛隊長のシンラをサイキの待つ惑星ザインへ向かわせる。
一方地球では、生物学者の森脇翔平と西岡結衣が、海底遺跡から謎の聖櫃と種子を発見する。
交わるはずのない2つの物語は、命の木と呼ばれる存在によって複雑に絡み合っていき、それぞれの運命は大きく動き出す。

## 登場人物
アマテ
王立惑星カノンの女王で争いを嫌う平和主義者。王家の血により戦神になる能力がある。ミコットとリッカから話を聞いたガイは、そのあり方が自分に似ていると評したが、彼女たちは望んで力を得たわけではないという理由から、正反対と評している。精神感応で意図せず同調するようになった翔平とは、次第に惹かれ合うようになっていく。
王族に伝えられる神話の内容から、自身がベゼルブと戦うことで星や民を危険に晒してしまうことを恐れて戦神への変身を拒んでいたが、紆余曲折を経て戦神に変身する決意を固める。その結果として命の木を消し去ってしまったことを悔やみ再び戦神への変身はしないと決めるものの、地球で新たな命の木が芽生えると守るために地球へ向かい、翔平との直接の対面を果たした。その後対話を求めているように見せかけたクイーンベゼルブの罠にはまって再び戦神へ変身し危機に陥るものの、翔平の助力によって救われた。
全てが終わった後、救われたサイキに「争いのない世界は不可能のように思えるけれど、あきらめずに思い続ければ、いつかきっと作れる」と諭した。
ミコット
王族を護衛する近衛兵。主に剣を使う。自らが理想とする剣技に見えた蛇心流を会得しているジャグラーに惚れ込み、彼の承諾を得ないまま「師匠」と呼ぶようになる。ジャグラーにはそのたびに軽くあしらわれていたが、彼が自身に心の内を吐露するなど、少なからずの信頼は得ている。
episode 6で暴走した戦神を鎮めるため、ジャグラーと共に命の木の種を採取することに成功するが、その際襲い掛かってきたベゼルブに対し、取扱いを心得ていない蛇心剣で戦いを挑もうとするも、それが仇となってベゼルブの腕の爪が刺さり命を落とす。
リッカ
ミコットと同じく近衛兵。主に拳銃を使う。隊長であるシンラへの想いが強く、彼のためであればどんな危険も厭わない。アマテが地球へ向かう際にも同行した。
ブゲン
カノン王立防衛軍におけるライゴウの副官的存在。
森脇 翔平（）
地球の若き海洋生物学者。深海へ調査に赴いた際、発見した海底遺跡から持ち帰った聖櫃と謎の種子に触れたことで、アマテと精神感応を起こし、感情のリンクが起こるようになる。以降、脳の進化を起こして同調が進み、アマテの名前を突然叫んだり、病室のシーツにマジックのインクを溶かして命の木を描いたりと奇怪な行動を取り始め、カノンでの戦いが起き始めたころには一時的に意識不明の状態にまでなってしまう。
しかし地球で命の木が芽吹いた際にはアマテから地球へのベゼルブ襲来を警告され、我夢ら地球のウルトラマンに事情を伝えた。その後アマテとの直接の対面を果たし、最終決戦では撃ち込まれたクグツを過剰生成された戦神＝アマテを救うため、実ったばかりの命の木の果実に自らのアマテへの思いで力を与えるという重要な役目を果たした。
西岡 結衣（）
翔平と共に海底遺跡を発見した生物学者。アマテとのリンクによって精神と肉体に変調をきたしていく翔平に心配を募らせる。
青井 洋介（）
翔平と結衣が持ち帰った聖櫃と謎の種子を研究する学者。聖櫃に描かれた大樹はユグドラシルの樹ではないかと推測する。
シンラ
アマテ専属の近衛隊長。アマテには父や兄のように慕われている一方、上司のライゴウとはアマテに対する考え方などで対立関係にある。歌はあまりうまくない。アマテを戦神に変身させることに反対していたため、サイキとの交渉から戻って間もなく、ライゴウの策略でアマテ暗殺未遂の濡れ衣を着せられ逮捕されるも脱走、追われる身となってしまう。その最中にベゼルブによって捕らえられ、惑星ザインに幽閉されていたところを追ってきたミコットとリッカにより救出された。その後はカノンで起きた戦いに駆け付け、ライゴウと共闘。アマテが地球へ向かう際にも同行した。
ライゴウ
カノンの王立防衛軍の将軍。王家の血が流れる女王をカノンの最終兵器と見ているタカ派だが、妊娠している妻がおり、母星や民を思う心は強い。
サイキ
レイフ星人の科学者。頭に装着するコントローラーを介してクイーンベゼルブと精神を同調させており、ベゼルブの持つクグツの毒により全ての生命体の意思を奪うことで、「争いのない宇宙の創造」を企む。しかし本人に支配欲はなく、あくまでも「光で世界を照らしたいだけ」と主張している。
かつて戦争で家族を失った過去を持ち、その時目の前に現れたクイーンベゼルブの姿を見たことから「力こそが正義」という世界の現実を嫌うようになった。そのため、争いを繰り返す人間たちを「野蛮人」と見下し、ウルトラ戦士に対しても「野蛮な暴力を正義だとはき違えている連中」と嫌悪感を示している。一方クイーンベゼルブのことは全般的に信頼しており、時折自らが指示していない行動をとっても「自分をフォローしてくれている」と解釈していた。
戦神と命の木の種を狙い、手始めにアマテの身柄を引き渡すように王立惑星カノンへ要求。シンラとの交渉の末、譲歩するふりをしてクグツを忍ばせた注射器を渡し、アマテの血の採取という名目で使用するように仕向けたが失敗。ガイたちが拠点である惑星ザインに乗り込んできたことをきっかけに脱出、カノンへ乗り込み再度アマテの引き渡しを要求して攻撃を仕掛ける。命の木が消滅したことで一時はその野望が潰えたかに見えたが、地球で種子が芽生えたことを察知し、次の標的を地球へ定める。
戦神と共に命の木の種を狙っていたのは、戦神を利用して全宇宙へクグツをばら撒いた後自分のみを解毒するためであり、そのために地球では果実が実るのを待ってから戦神を狙おうとしたが、クイーンベゼルブが自らの意に反して行動を早めたことに愕然とする。それでも自らが理想とする世界を作るべく、クイーンベゼルブと同化してサイクイーンとなるも、サイクイーンの敗北と同時にパーテルによって分離されたところをオーブによって救出された。そして壊れたパーテルを持ってどこかへ去っていった。
- 確固たる理念と哲学を持つ存在であることから、スーツではなく俳優によるキャラクターとされた。

アスカ・シン
『ウルトラマンダイナ』の主人公。
カノンに迫る危機を察知し、ムサシと共に救援に駆けつける。そこで出会った新米ヒーローのガイに、ウルトラマンのあるべき姿を説く。
春野 ムサシ（）
『ウルトラマンコスモス』の主人公。
アスカの要請を受けカノンに駆けつける。戦神に変身することを恐れるアマテに助言を送る。
高山 我夢（）
『ウルトラマンガイア』の主人公。
episode 7において命の木が芽吹いた地球の声に引き寄せられ、翔平やガイと出会う。科学者としての立場で命の木や翔平の分析を行った。
藤宮 博也（）
『ガイア』のもう一人の主人公。
単独で無茶な戦いをするジャグラーに自身の過去を重ね合わせ、彼に忠告する。その後ガイと対面した際には影がなさすぎるという理由で「昔の自分なら反発していた」と評した。

## 登場ヒーロー
ウルトラマンコスモス（ルナモード）
ウルトラマンダイナ
- フラッシュタイプ
- ストロングタイプ

ウルトラマンガイア（V2）
ウルトラマンアグル（V2）

### 戦神
王立惑星カノンの女王に流れる王家の血を持つ者が化身する巨人。額や腕から強力な光線を放ち、両腕の盾は刃を展開して投げつけることができるほか、街全体を覆うほどのバリヤーを展開することができる。アマテの母である先代の女王（イザナ女王）はこの姿でカノンを襲ったガーゴルゴンと戦い刺し違えている。変身の際は、「大いなる樹木の聖霊よ。神秘なる命の源よ。今こそ目覚め、我が肉を食らい、我が血を飲み干し、我を、同化せしめよ！」という呪文を唱える。
epispde 5でカノンに総攻撃を開始したサイキとクイーンベゼルブを説得するため、アマテもこの姿へと変化し、ベゼルブやクグツ超獣から命の木を守りながらクイーンベゼルブの元へと向かう。クイーンベゼルブが一時は対話に応じたかに見えたことにより隙が生じ、その好機を見逃さなかったサイキの罠にかかり、ベゼルブからクグツの毒を注ぎ込まれてしまう。クグツの毒の力によって暴走し、オーブ・ダイナ・コスモスの3戦士との戦いに発展するが、ジャグラーがオーブに与えた命の木の種により、クグツの毒は解毒された。
その後、ミコットの死によって平静を失ったジャグラーが木に斬りかかった際、身を挺して木を守ろうとしたことで傷を負い、さらに街へ倒れそうになった木を、サイキの命で果実を横取りしようとしたベゼルブもろとも消し飛ばす。結果的にアマテは不可抗力とはいえ「カノンの平和を守る」という戦神の役目を、命の木を消滅させることで達成するという皮肉な結末を迎えてしまった。
地球ではクイーンベゼルブとの対話を試みて再び変身するも、それはクイーンベゼルブの罠であり、クグツを撃ち込まれて増幅され、体内で破裂する危機に陥るが、翔平によって力を与えられた命の木の果実をオーブらによって多数与えられ解毒、難を逃れた。
- デザインは円谷プロダクションの竹内純が担当した[14]。

## 登場怪獣
凶暴怪獣 アーストロン → クグツアーストロン
海獣 キングゲスラ → クグツキングゲスラ
宇宙大怪獣 クグツベムスター
石化魔獣 ガーゴルゴン
友好巨鳥 リドリアス
電撃怪獣 ボルギルス
火山怪鳥 クグツバードン
ミサイル超獣 クグツベロクロン
一角超獣 クグツバキシム

### 宇宙悪魔 ベゼルブ
惑星ザインに棲息する黒い昆虫型怪獣。複数個体が集団で行動しており、身長も2メートル級、10メートル級、50メートル級の3種類が存在。背中の羽で飛行し、両手の爪と口から吐き出す火炎弾、角から放つ稲妻状の光線を武器とするが、一体一体の戦闘力はそれほど高くなく、小型の個体なら人間の武器やスザーク号の銃撃、大型の個体は戦車の一斉砲撃でも倒すことができる。しかし尻尾の針からクグツと呼ばれる毒を注入し、その相手を意のままに操ることができる。
- デザインは丸山浩が担当した[14][17]。人型や前傾姿勢の昆虫型、それに角を付けたものを描かれていたが、丸山が体調を崩したため、最終的な形状は、造型を担当した品田冬樹がアレンジを加えている[14][17]。

#### 『ウルトラマンR/B』に登場するベゼルブ
『ウルトラマンR/B』第11話「アイゼン狂騒曲」に登場。
愛染マコトによってオーブダークがヒーローであることを知らしめるための噛ませ犬役として怪獣クリスタルから50メートル級の個体が召喚され、最初はマコトが変身したウルトラマンオーブダークと交戦。連射が可能な口から吐き出す火炎弾ボンバーインフェルノや両手先の爪が武器。途中でウルトラマンロッソやウルトラマンブルが乱入し、ロッソと戦った後ブルグランドのアースブリンガーで倒される。
- スーツアクター：横尾和則

### 宇宙悪魔 クイーンベゼルブ
単にクイーンとも呼ばれる、ベゼルブの頂点に立つ女王のような存在。精神を同調しているサイキと共に、全てのベゼルブを自在に操るクグツの元締めとも言える。通常は前傾姿勢で昆虫のような顔を持つが、攻撃時には直立して人間の女性のようなもうひとつの顔が現れる。ベゼルブを産み出して操るほか、目からは光線を出し、肩にある触手で相手を絡めとる。ベゼルブ同様尻尾の針でクグツを打ち込むほか、背中にある羽で飛行も可能。また、相手から送られてくる意思を反響させることができ、それによってあたかも相手の意見に共感したかのように見せかけることが出来る。
地球に出現した際、サイキのコントロールを離れ命の木の果実が実る前に戦神にクグツを注入して目的を果たそうとしたがジャグラーの攻撃を受けて倒れる。その後パーテルの力によって肉体を量子分解され、同じく分解したサイキと融合・再構成し、後述のサイクイーンとなった。
- デザインは丸山浩が担当した[17]。複数の肢で昆虫要素を出して女性の口元でクイーンを表現している[17]。当初は前傾姿勢で昆虫のような姿で登場させ、最後に女性の口が見えてクイーンだと判るようにしたのは造形の品田のアイデア[17]。

#### 宇宙悪魔 サイクイーン
episode 11 、final episodeに登場。
クイーンベゼルブとのコントローラーがオーバーヒートし、万策尽き果てたサイキがパーテルの力を借りて肉体を量子分解、同じく量子分解されたクイーンベゼルブと融合・再構成することによって誕生した最大の敵。より怪獣じみた外見になり、人間の骸骨のようなおぞましい顔を持つ。尻尾からは強力な破壊光線、両腕からは電撃を放つなど、遠近共に隙がない。
一体化したサイキを解毒させる必要がなくなり、障害となった命の木を破壊するため、呼び寄せた怪獣たちと共に5人のウルトラマンと激突。主にガイア、アグルと戦い苦しめるが、翔平によって力を与えられた命の木の果実によって戦神やベゼルブ以外の怪獣を解放され、最終的にウルトラマンたちの合体光線で倒された。その後、サイキはパーテルによって再構成されたところをオーブに救われた。

## 劇中用語
クグツ
ベゼルブやクイーンベゼルブが操る、相手の意思を奪う毒。怪獣に使用することでクグツ怪獣にすることもできる。クグツを注入された対象は目の色が赤く変化するほか、体のどこかに虫刺されのような腫れが浮かび上がる。支配した生物が戦いに勝利するとベゼルブとクイーンベゼルブの体内にあるクグツの濃度が上昇し、その力が強まっていく。浄化するには命の木の実か種が必要で、それがなければコスモスの力でも浄化することができない。
サイキによると、暴走した知恵が宇宙を乱した際に働く安全装置の役目を担うものとされていたが、ガイはそのクグツを浄化できる命の木の実こそが知恵ある世界を守る安全装置だと主張した。
命の木
王立惑星カノンのシンボルたる大樹。これを失うとカノンに滅びが訪れるとされる。
王族に伝えられる神話では、この木の実が宇宙に知恵を与え、木を守るもの＝戦神と、滅ぼすもの＝クイーンベゼルブを生み出し、両者が出会う時世界に変化が訪れるとされる。クイーンベゼルブが対話を求めていると思い込んだアマテは、その世界を「誰とも争うことがない新しい世界」と考えるようになるが、その実態はクイーンベゼルブが戦神に注入したクグツが体内で過剰生成され、クグツが宇宙中に拡散し、宇宙中の「知恵」を失わせることである。その様相は知恵によって生み出されたモノや痕跡全てが滅し、知恵を失った人間が呻き蠢くだけという地獄絵図でしかなく、サイキも望んでいない最悪の世界であった。
episode 7でジャグラーによって切り倒され、倒れそうになった幹も戦神によって実もろとも消し去られてしまったが、その危険を感知して地球に眠っていた種（翔平たちが海底から採取した謎の種の正体）が芽吹き始め、察知した各勢力は地球へと向かうことになる。我夢は7万光年離れた翔平とアマテの同調が芽吹くトリガーになったと推測し、それを「奇跡」と評した。しかし急速に芽吹き成長したことで都市のインフラを破壊したため、防衛軍が出動し木を爆破しようとしたが、ウルトラマンたちはすべての人に木の価値を理解してもらうのは不可能と判断し、干渉しなかった。防衛軍のこの行動は、ベゼルブとクイーンベゼルブの襲来により未遂に終わった。
パーテル
サイキのサポートAI。頭身と足は球形、耳は立方体、目は星型のパーツで構成されている。彼の性格が反映されているのか、口調はとてもフレンドリー。サイキのことは「マイフレンド」と呼ぶ。
最終決戦にてサイキとクイーンベゼルブの肉体を量子分解し、融合・再構成してサイクイーンにするがリッカとシンラを飛んで来た瓦礫から守って大ダメージを負い、サイクイーンが敗れるとサイキの肉体を元に戻し機能を停止した。
- デザインは竹内純が担当した。

スザーク号
カノンの親衛隊が使用する専用宇宙艇。水中航行能力も有し、武装としてレーザーネットや光線砲などを装備する。シンラが惑星ザインへ交渉へ出向いた際に搭乗したほか、逃走した彼を追ってミコットとリッカが搭乗した際はガイたちも合流し、彼らの移動手段として用いられた。アマテが地球へ向かう際にも使用されたが、クイーンベゼルブとの戦いの最中に撃墜される。
カノンの戦いでは、同型機と思われる機体が複数登場しクグツ超獣を攻撃するもほとんどが撃墜されている。
- デザインは美術の稲付正人が担当した。デザインモチーフは鳥居。

### 地名
O-50（）
テレビシリーズでも描かれた、ガイがオーブカリバーとオーブの力を手に入れた惑星。切り立った崖の上に青白い光の輪が燃え上がる「戦士の頂」があり、ここにたどり着き選ばれた者だけが光の戦士＝オーブとなれる力を得られる。
- 公式パンフレットによればガイとジャグラーはO-50出身ということになっているが、ジャグラー役の青柳はツイッター内でこれを否定している。ガイ役の石黒も、当初は出身地は設定されておらず、別の星の出身であったが、戦士の頂が設定されたことで設定が後付けされたと語っている。田口・中野による「エピソード10構想」ではガイはO-50出身と書かれている。

王立惑星カノン
作品の主な舞台となる、地球から7万光年離れた緑豊かな惑星。女王が持つ戦神の力により、王族は有事の際には常に前線に立つことが宿命づけられている。民もいざという時は王族が守ってくれると信じ込み、完全に依存してしまっている。
- 監督の小中和哉は、スペースオペラとするにあたってスター・ウォーズ・シリーズの縮小再生産ではなく日本ならではのものとするために、和風の世界観とした。

惑星ザイン
サイキが本拠地とする惑星。研究施設の中心部にサイキがいるタワーがそびえ立ち、その先端部分は分離して宇宙船にもなる。また、サイキ以外の生物はいないらしいが、無数のベゼルブがあらゆる場所で待機している。
惑星ルーリン
オーブの力を得たガイが初めてベゼルブと戦った惑星。
遊星ジュラン
コスモスペースと呼ばれる別宇宙（）の惑星。平時のムサシはこの惑星で怪獣や家族と共に暮らしている。

## キャスト

### レギュラー・準レギュラー
- ガイ - 石黒英雄
- ジャグラス ジャグラー - 青柳尊哉
- アマテ - 福田沙紀
- ミコット - 文音
- リッカ - 渋谷飛鳥
- ブゲン - 湯江健幸
- 森脇翔平 - 古原靖久
- 西岡結衣 - 宮﨑香蓮
- 青井洋介 - ミスターちん
- アスカ・シン - つるの剛士
- 春野ムサシ - 杉浦太陽
- 高山我夢 - 吉岡毅志
- 藤宮博也 - 高野八誠
- シンラ - 前川泰之
- ライゴウ - 榎木孝明
- サイキ - 和泉元彌
- アマテ（幼少期） - 後藤由依良

### ゲスト
- モークスの父 - 蛯沢康仁（1）
- モークスの母 - 桜木梨奈（1）
- モークス - 松浦理仁（1,2）
- カノンの民 - 大浦理美恵、志村美空、西岡玲（以上1）、荒川梨杏（5）、三上伸之、石田彩、川口真奈良（以上6）
- ザナミ - 霧島れいか（2,7）
- アマテの母 - 向井琴（2）
- 近衛兵 - 増田雄二、和田亮太（2）
- カノン防衛兵士 - 渡部遼介（2）
- 翔平の担当医 - 宮下裕治（3,4）
- カノンの医師 - 針原滋（7）
- 清水栄一、下口智裕（特別出演、7）
- 少女 - 小野桃花（8）
- 老女 - 上月左知子（8）
- 役人 - 岩本淳（8）
- 警備担当 - 伊藤慶徳（8）
- 大林奈々 - 小松春佳（8 - 11）

### 声の出演
- パーテル - 飯田里穂

### スーツアクター・アクション
- ウルトラマンオーブ（オリジン・ザ・ファースト） - 岩田栄慶
- 新井宏幸
- 横尾和則
- 桑原義樹
- 梶川賢司
- 稲庭渉
- 中島厚也
- 鈴木大樹
- 戦神 / ウルトラマンアグル - 石川真之介
- ジャグラスジャグラー[23]、ウルトラマンダイナ - 岡部暁
- 大島遥
- 佐々木俊宣
- 永地悠斗
- ウルトラマンコスモス - 寺井大介
- 岩本淳也
- 今井喜美子
- 林潔
- 中川素州
- 飯島浩和
- 白濱孝次
- 下尾浩章
- ウルトラマンガイア - 大村将弘
- 石川澪美

## スタッフ
- 監督 - 小中和哉、おかひでき
- シリーズ構成 - 小林弘利、林壮太郎、小中和哉
- 脚本 - 小林弘利、林壮太郎、黒沢久子
- 監修 - 大岡新一
- 企画 - 小澤洋介、竹尾純子、猪狩友宏
- 企画監修 - 渋谷浩康
- チーフプロデューサー - 北浦嗣巳
- プロデューサー - 岸根明
- 撮影 - 高橋義仁
- 照明 - 田村文彦
- 美術 - 稲付正人
- 録音 - 藤丸和徳、星一郎
- アクション監督 - 大橋明
- 操演 - 根岸泉
- スクリプター - 森永恭子、湯澤ゆき
- 編集 - 伊藤伸行
- キャスティング - 空閑由美子、島田和正
- 制作担当 - 高橋誠喜
- 助監督 - 伊藤良一
- アクション指導 - 岡野弘之
- 視覚効果 - 三輪智章
- VFXコーディネーター - 豊直康
- 特殊造形 - 潤淵隆文、品田冬樹、福井康之
- キャラクターデザイン - 後藤正行、丸山浩、竹内純
- コスチューム担当 - 十河誠
- コスチュームデザイン - 川上登（JAP工房）、YOU-KO（JAP工房）
- コスチューム制作 - 近藤静香
- 背景 - 島倉二千六
- 装飾 - 大藤邦康、貴志田亜依
- 衣装 - 江森明日佳、澤井史野
- ヘアー・メイク - 梶清恵
- 特殊メイクデザイン - 藤原カクセイ
- キャラクターメンテナンス - 宮川秀男、今岡京子
- 造形 - 山部拓也、山長和徳、小林靖博、亀田義郎
- 画コンテ - 林谷和樹、松原朋広、井野元大輔、神谷純、戸部敦夫、神菊薫、市川智茂
- 音響効果 - 古谷友二
- 音楽プロデューサー - 鈴木俊太郎、林美千代
- 音楽 作・編曲 - 小西貴雄
- スチール - 橋本賢司、大野孝枝
- メイキング - 島崎淳
- アシスタントプロデューサー - 手島光一、太谷公亮
- ミニチュア - マーブリング・ファインアーツ
- 特機 - 宗特機
- 技術協力 - IMAGICA
- VFX・CG - 日本映像クリエイティブ、日本エフェクトセンター、林デジタル工務店、クロフネプロダクト、キュー・テック、アンダーグラフ、株式会社タッグ、マリンポスト、ACTDESiGNS,inc.、OCTIGRAPHICA、有限会社イコナ、high grass
- 美術協力 - アートフォー
- 特撮スタジオ - 日活調布撮影所
- ロケ協力 - 千葉市美術館
- 制作 - 円谷プロダクション

## 音楽

### オープニングテーマ
「ULTRAMAN ORB」（episode 1 - 7）
作詞 - 麻倉真琴 / 作・編曲 - 浅倉大介 / 歌 - 浅倉大介、つるの剛士
「True Fighter」（episode 8 - 11）
作詞 - 櫻井沙羅 / 作・編曲 - Jeff Miyahara / 歌 - FUTURE BOYZ
final episodeではエンディングテーマとして使用。

### エンディングテーマ
「Ultraman Orb –Touch the Sun–」（episode 1 - 7）
作詞・作曲・編曲・歌 - シライシ紗トリ
「星たちの奇跡」（episode 8 - 11）
作詞・作曲・編曲 - Wolves Unite / 歌 - ボイジャー

## 配信日程
| episode | 配信日          | サブタイトル        | 登場怪獣                                                        | オーブ以外の登場ヒーロー | 脚本     | 監督       |
| ------- | --------------- | ------------------- | --------------------------------------------------------------- | --- | -------- | ---------- |
| 1       | 2016年 12月26日 | きらぼし 〜煌星〜   | ベゼルブ クイーンベゼルブ クグツアーストロン クグツキングゲスラ | - | 小林弘利 | 小中和哉   |
| 2       | 2017年 1月2日   | えにし 〜所縁〜     | クイーンベゼルブ ベゼルブ クグツベムスター ガーゴルゴン         | - | 小林弘利 | 小中和哉   |
| 3       | 1月9日          | こだま 〜谺〜       | ベゼルブ クグツベムスター リドリアス ボルギルス クグツバードン  | ウルトラマンコスモス ウルトラマンダイナ                                                                                      | 小林弘利 | 小中和哉   |
| 4       | 1月16日         | あととむ 〜跡求〜   | ベゼルブ クグツバードン                                         | ウルトラマンコスモス ウルトラマンダイナ                                                                                      | 林壮太郎 | おかひでき |
| 5       | 1月23日         | あかつき 〜暁〜     | ベゼルブ クグツベロクロン クグツバキシム クイーンベゼルブ       | ウルトラマンコスモス 戦神 | 林壮太郎 | おかひでき |
| 6       | 1月30日         | いくさがみ 〜戦神〜 | ベゼルブ クグツベロクロン クグツバキシム クイーンベゼルブ       | 戦神 ウルトラマンダイナ ウルトラマンコスモス                                                                                 | 林壮太郎 | おかひでき |
| 7       | 2月6日          | くるる 〜眩る〜     | ベゼルブ クグツベロクロン クグツバキシム クイーンベゼルブ       | 戦神 ウルトラマンダイナ ウルトラマンコスモス ジャグラス ジャグラー（アーリースタイル）                                       | 小林弘利 | 小中和哉   |
| 8       | 2月13日         | ひびき 〜響〜       | ベゼルブ クイーンベゼルブ                                       | ウルトラマンガイア ジャグラス ジャグラー（アーリースタイル） ウルトラマンアグル                                              | 黒沢久子 | 小中和哉   |
| 9       | 2月20日         | ことわり 〜理〜     | ベゼルブ クグツベムスター クグツバードン クイーンベゼルブ       | ウルトラマンガイア ジャグラス ジャグラー（アーリースタイル） ウルトラマンアグル                                              | 黒沢久子 | おかひでき |
| 10      | 2月27日         | はなあらし 〜花嵐〜 | ベゼルブ クイーンベゼルブ ガーゴルゴン                          | ジャグラス ジャグラー（アーリースタイル） 戦神 ウルトラマンガイア ウルトラマンアグル                                         | 林壮太郎 | おかひでき |
| 11      | 3月6日          | かげろう 〜陽炎〜   | ベゼルブ クイーンベゼルブ サイクイーン                          | ジャグラス ジャグラー（アーリースタイル） 戦神 ウルトラマンガイア ウルトラマンアグル                                         | 林壮太郎 | 小中和哉   |
| final   | 3月13日         | まほろば 〜新世界〜 | サイクイーン ベゼルブ アーストロン バキシム                     | ウルトラマンダイナ ウルトラマンコスモス ウルトラマンガイア ウルトラマンアグル 戦神 ジャグラス ジャグラー（アーリースタイル） | 小林弘利 | 小中和哉   |